# سفارة سلوفينيا في النمسا
سفارة سلوفينيا في النمسا هي أرفع تمثيل دبلوماسي لدولة سلوفينيا لدى النمسا. تقع السفارة في وهي تهدف لتعزيز المصالح السلوفينية في النمسا.

## وصلات خارجية
- قائمة سفارات سلوفينيا
- قائمة السفارات في النمسا